# ホンダ・ワルキューレ
ワルキューレ（英: Valkyrie）は、本田技研工業が製造販売した自動二輪車である。F6Cとも呼ばれる。

## 概説
本田技研工業のValkyrie（日: ワルキューレ）と名の付く自動二輪車は、1997年型から2003年型までが製造されたValkyrie（SC34）、2004年型のみ製造されたValkyrie Rune（SC53）、2014年型及び2015年型が製造されたGold Wing Valkyrie（SC68）がある。

## Valkyrie（SC34）
1987年に米国で発売したShadow VLX（PC21）の成功により、米国におけるファクトリー・カスタムの将来性を見た本田技研工業は、「SPIRIT OF THE PHOENIX」と呼ばれるデザイン言語に基づく商品群の構築を始めた。その旗艦として開発されたのがValkyrie（SC34）である。開発は本田技術研究所とホンダ・アール・アンド・ディ・ノース・アメリカ・インコーポレーテッド（HRA）により、1990年から始まった。市場に独自性を印象付けるため、当初から原動機はGold Wing（SC22）の6気筒を用いることが決まっていた。多くのスケッチが提出され、HRAのキタガワ・マコトの案で試作車が造られたが、Gold Wingの操舵感そのものとなり満足できるものではなかった。本田技研工業は、ホットロッドとして明確な性格を与えるため、原動機に多くの手を加えた。キャブレターは1気筒其々に割り当てられ、原動機はより高回転で高出力となるように調整した。排気管はGold Wingのように「集合」しないことで独自の排気音とした。Valkyrie（SC34）は1996年春に発表され、同年4月11日に最初の70台が米国オハイオ州のメアリズビル工場を出場した。2003年までに48,420台が製造され、日本、欧州及び豪州に輸出されたが、その台数は6,670台に留まった。

### 1997年型
- 米国 – Valkyrie（GL1500C）の発売後、ウインドシェイドとパニアを装着したValkyrie Tourer（GL1500CT）を追加した。Valkyrie（GL1500C）の車体塗色は、Pearl Majestic Purple、Pearl Glacier White、Black及びAmerican Redの4色だった[11]。
- 欧州 – Valkyrie（GL1500C）を「F6C」の販売呼称で発売した。
- 日本 – 1996年（平成8年）7月20日にValkyrie（GL1500C）を「ワルキューレ」の販売呼称で発売した[12]。車体塗色はブラック、メーカー希望小売価格は税込で1,522,500JPYだった[9][12]。

### 1998年型
- 米国 – Valkyrie（GL1500C）の車体塗色は、Pearl Coronado Blue with Pearl Ivory Cream、Blaze Yellow with Pearl Ivory Cream、Pearl Sedona Red with Pearl Ivory Cream及びBlackの4色だった[11]。
- 日本 – 車体塗色をパールセドナレッドとパールアイボリークリームのツートーンに変更し1997年（平成9年）8月27日に発売した[13]。年間販売計画台数は500台、メーカー希望小売価格は税込で1,522,500JPYだった[13]。

### 1999年型
- 米国 – 2000年1月にValkyrie Interstate（GL1500CF）を発売した[14]。Valkyrie Interstate（GL1500CF）は、フェアリングに音響機器、パニア、トランクを装備し、燃料タンクの容量を拡大してある[14]。車体塗色は、solid Black、BlackとRedのツートーン及びPearl Dark GreenとMetallic Grayのツートーン、価格は15,499USDで、ツートーンは15,999USDとなった[14]。
- 日本 – 1998年（平成10年）11月10日に「ワルキューレ」に加えValkyrie Tourer（GL1500CT）を「ワルキューレ ツアラー」の呼称で発売した[15]。両車とも変速機に後進1段を追加、平成11年二輪車排出ガス規制に適合している[15]。車体塗色は、「ワルキューレ」がブラック、「ワルキューレ ツアラー」がブラックとパールトワイライトシルバーのツートーンとなった[15]。年間販売計画台数は600台、メーカー希望小売価格は税込で「ワルキューレ」が1,564,500JPY、「ワルキューレ ツアラー」が1,722,000JPYだった[15]。

### 2000年型
- 米国 – Valkyrie（GL1500C）の車体塗色は、Pearl Blue/Pearl Silver two-tone metallic、Valkyrie Tourer（GL1500CT）の車体塗色は、Pearl Twilight SilverとPearl Coronado Blueのツートーンだった[11][16]。
- 日本 – 2000年（平成12年）3月22日に「ワルキューレ ツアラー」の車体塗色をブラックに変更し発売した[17]。燃料タンクに貼付されるエンブレムと座席の形状も変更している[17]。年間販売計画台数は120台、メーカー希望小売価格は税込で1,722,000JPYだった[17]。

### 2001年型
- 米国 – Valkyrie Tourer（GL1500CT）を廃した。Valkyrie（GL1500C）の車体塗色は、Black、BlackとSilverのツートーン及びBlueとSilverのツートンの3色、Valkyrie Tourer（GL1500CT）の車体塗色は、Pearl Cheyenne、RedとGloss Blackのツートーン、BlackとPearl Beigeのツートーン、BlackとGloss Blackのツートーンの4色だった[11][16]。
- 日本 – 2001年（平成13年）2月3日に「ワルキューレ」の車体塗色他を変更し発売した[18]。車体塗色はブラックにシルバーストライプを施し、アロイ・ホイールは鏡面加工とした[18]。また、座席の形状も変更している[18]。年間販売計画台数は120台、メーカー希望小売価格は税込で1,722,000JPYだった[18]。

### 2002年型
- 米国 – Valkyrie Tourer（GL1500CT）を廃した[16]。

### 2003年型
- 米国 – Valkyrie（GL1500C）の車体塗色はBlackのみとなった[11]。

### リコール
- 日本 - ホンダオブアメリカマニュファクチュアリング・インコーポレーテッドが、国土交通大臣に届け出た自動車リコールは次のとおり。
  - 1996年（平成8年）10月22日届出[19]。対象となるのは1997年型のワルキューレで、不具合が発生した装置は方向指示器[19]。後面方向指示器を取り付けているステーの組付作業時に、当該ステー又はラバーに過大な荷重が加わったものがあり、そのままの状態で使用を続けると、走行中の振動等により当該ステー又はラバーが損傷して、後面方向指示器が脱落するおそれがある[19]。対策として、当該ステーとラバーを対策品と交換する[19]。対象台数は240台[19]。

## Valkyrie Rune（SC53）
Gold Wing（SC47）に総排気量1,800cm3の原動機が採用された際に、誰もがValkyrieにも同様の更新がなされると考えた。しかし、アメリカンホンダモーターカンパニー・インコーポレーテッド（AH）二輪車担当副社長のレイ・ブランクは別の考えを持っていた。レイ・ブランクは、3万USDを超えるハーレーダビッドソンを用いたカスタムの市場があることに着目し、本田技研工業の技術でしか創り得ない真のファクトリー・カスタムの実現を望んでいた。ホンダ・アール・アンド・ディ・アメリカズ（HRA）のプロジェクト・ディレクターであるマーティン・マンチェスターはGold Wing（SC47）の原動機を用いた三つの実物大模型、Concept Type 1（T1）、Concept Type 2（T2）及びConcept Type 3（T3）を制作し、2000年12月にカリフォルニア州ロング・ビーチで開催されたサイクル・ワールド・インターナショナル・モーター・サイクル・ショーに展示した。T1はValkyrie（SC34）を発展させたホットロッドを、T2は1995年の第31回東京モーターショーに展示した参考出品車Zodiaを発展させたネオレトロを、T3はドラッガーを連想させるものだった。実は、T1に支持が集まると想定し量産に向けた開発を始めていたが、T2が他の4倍もの支持を集める結果となった。その場で3万USDを支払うから売ってほしいと言い出す者もいたという。一方で、誰もがこのまま製品化することは不可能だろうと指摘していた。これを聞いたレイ・ブランクは、T2の意匠に一切の変更を加えず生産すること決め、販売利益は考慮しないとした。マーティン・マンチェスターは、企業としての大きな挑戦と受け止めたという。開発責任者には、Gold Wing（SC47）の開発責任者を務めた本田技術研究所（HRD）の青木柾憲が任命された。青木柾憲は、自動二輪車の歴史で実物大模型をそのまま製品化した例はなく、実現不可能と思ったという。特に困難と考えられたのが、冷却装置、消音器、乗車姿勢の三つだった。実物大模型の意匠のままでは冷却装置は面積が足りず、そのままでは原動機の出力を落とすことになる。HRDとHRAは試作を繰り返し、意匠を変えずに冷却能力を確保する方法を見付け出した。短い消音器はT2の特徴だったが、足りない容積を補い望まれる排気音を実現するため複雑な構造とするしかなかった。そこで前例のない鋳造とすることとした。更に、2本の排気管に4番、5番及び2番の気筒と3番、6番及び1番の気筒を振り分け、不等間爆発のような排気音となるようにした。T2のハンドルバーは2本の直管の末端を繋ぎ合わせたV字形状だったが、そのままでは正しい乗車姿勢を採ることができない。ここは、一般的なハンドルバーに置き換えられ、T2の意匠に変更を加えた唯一の例となった。その他にも、カスタマイズの象徴となる特徴的なリンク式の前輪懸架装置は高い完成度を、片持ちの後輪懸架装置は低い座席高を実現した。原動機にも手が加えられ、吸排気や点火時期の見直しが行われた。約6年の歳月をかけて開発されたValkyrie Rune（SC53）だったが、価格はValkyrie（SC34）の倍となる27,000USDとなるなど製品の性格も購買層も異なり、Valkyrie（SC34）とは連続性のないものとなった。実際の製造費は1台あたり10万USDだったとされ、AHは2億25百万USDの損失を出したという。販売は北米のみで行われ、生産台数は3,940台だった。

### 2004年型
- 米国 – 2003年9月にValkyrie Rune（NRX1800）の受注を開始した。車体塗色は、Illusion Blue、Double Clear Coat Black及びCandy Black Cherryの3色、希望小売価格は24,499USD若しくはChromed Wheels装着で26,999USDだった[24]。ハンドルバーは2種から選択できた[30]。
- 日本 – 2003年（平成15年）の第37回東京モーターショーに「ワルキューレ・ルーン」の呼称で、参考展示車として展示した[31]。
- 豪州 – 2004年5月に開催されたシドニー・モーターサイクル・ショーに展示した[32]。その際、ホンダ・オーストラリアモーターサイクル・アンド・パワーエクイップメントプライベート・リミテッドのトニー・ヒントンは、数台を輸入したことを認めている[32]。

### 余聞
- 本田技研工業が1995年に発表し、Valkyrie Rune（SC53）の祖であるZodiaについて、Next World Design Inc.が1993年に発表したApache Warriorに酷似していると主張した[33]。本田技研工業は、1993年に発表したES21で既にZodiaのアイデアの多くが含まれているとし、Cycle World誌もその主張に賛同している[33]。
- 日本のテレビドラマ『仮面ライダー響鬼』で、劇中車として使用された[34]。

## Gold Wing Valkyrie（SC68）
2013年に開催された第43回東京モータショーにGOLD WING Valkyrie（SC68）を「GOLDWING F6C」の呼称で世界初公開し、併せて北米及び欧州での発売を発表した。F6Cとは「flat six, third version.」の意だとしている。2014年型及び2015年型のみ、熊本製作所で製造した。前年に発表したトップ・ケースを持たずパニアだけのGold Wing F6B（SC68）に対し、GOLD WING Valkyrie（SC68）はフェアリングやパニアも持たないが、Gold Wing（SC68）も加えた3車は外見こそ異なるが概ね同じ車であり、型式も同じである。ただし、軽量となったことにより、操舵感は異なるものになっている。GOLD WING Valkyrie（SC68）がGold Wing（SC68）及びGold Wing F6B（SC68）と大きく異なる点は、前後輪の大径化である。

### 2014年型
- 米国 – 2014年4月からGold Wing Valkyrie（GL1800C）及び前後制動装置にアンチロック・ブレーキキング・システムを採用したGold Wing Valkyrie ABS（GL1800CA）を発売した[41][47]。車体塗色は、Black、Dark Red Metallic及びBlue Metallicの3色、希望小売価格は税別でGold Wing Valkyrie（GL1800C）が17,999USD、Gold Wing Valkyrie ABS（GL1800CA）が18,999USDだった[41][47]。
- カナダ – Gold Wing Valkyrie ABS（GL1800CA）を「GL1800C Valkyrie」の呼称で発売したが、すぐに「Gold Wing Valkyrie」へ改めた[48][49]。車体塗色は、Graphite Black及びAtmosphere Blueの2色、希望小売価格は税別で19,999CADだった[50]。
- 欧州 – Gold Wing Valkyrie ABS（GL1800CA）を「Gold Wing F6C」の呼称で発売した[36]。車体塗色はBordeaux Red Metallic及びGraphite Blackの2色だった[36]。
- ニュージーランド – Gold Wing Valkyrie ABS（GL1800CA）を「GL1800C Valkyrie」の呼称で発売した[51]。価格は税込で28,995NZDだった[51]。
- 日本 – 2014年（平成26年）4月22日にGold Wing Valkyrie ABS（GL1800CA）を「ゴールドウイング F6C」の呼称とし受注を開始した[35]。車体塗色はアトモスフィアブルーメタリック及びグラファイトブラックの2色、年間販売計画台数は200台、メーカー希望小売価格は税込で1,998,000JPYだった[35]。

### 2015年型
- 米国 – Gold Wing Valkyrie ABS（GL1800CA）を廃しGold Wing Valkyrie（GL1800C）のみとし、車体塗色もCandy Redのみとなった[52]。
- カナダ – 車体塗色を変更し、Candy Prominence Red及びGraphite Blackの2色となった[53]。
- 欧州 – 車体塗色を変更し、Candy Prominence Red及びGraphite Blackの2色となった[54]。
- 日本 – 車体塗色をキャンディープロミネンスレッドに変更し、2015年（平成27年）3月13日から受注を開始した[55]。年間販売計画台数は100台、メーカー希望小売価格は税込で1,998,000JPYだった[55]。

### リコール
- 日本 - 本田技研工業が、国土交通大臣に届け出た自動車リコールは次のとおり。
  - 2018年（平成30年）7月26日届出[56]。対象となるのは2014年型及び2015年型の「ゴールドウイング F6C」で、不具合の部位は騒音ラベル。騒音試験の申請不備、又は騒音試験成績書の記載内容の誤記のため、騒音ラベルに騒音試験条件、又は加速騒音値が正確に記載されていない[56]。そのため、二輪自動車等の車外騒音に係る協定規則第41号の技術的な要件に適合しない[56]。対策として、全車両、騒音ラベルを良品に貼り替える[56]。対象台数は229台[56]。
  - 2021年（令和3年）7月8日届出[57]。対象となるのは2014年型及び2015年型の「ゴールドウイング F6C」で、不具合の部位は灯火装置[57]。灯火装置において、走行用前照灯とすれ違い用前照灯切換えスイッチの接点構造が不適切なため、はんだフラックスが接点表面に残留するものがある[57]。そのため、そのまま使用を続けると、切換えスイッチが接触不良となり、最悪の場合、走行用前照灯が不灯となるおそれがある[57]。対策として、全車両、対策品の切換えスイッチを組付けたウィンカスイッチアッセンブリと交換する[57]。対象台数は229台[57]。

### 余聞
- 日本の劇映画『仮面ライダー1号』で、劇中車として使用された[58]。

## 脚註